# زاك إيفانز
زاك إيفانز هو لاعب كرة القدم الكندية كندي، ولد في 27 يونيو 1990 في ريجاينا في كندا.